# Leyviller
Leyviller település Franciaországban, Moselle megyében. Lakosainak száma 506 fő (2022. január 1.). Leyviller Altrippe, Diffembach-lès-Hellimer, Hellimer, Hoste és Saint-Jean-Rohrbach községekkel határos.

## Népesség
A település népességének változása:
| Lakosok száma | 299  | 455  | 436  | 503  | 464  | 489  | 493  | 502  | 506  | 506  |
|               | 1968 | 1982 | 1990 | 2006 | 2013 | 2015 | 2017 | 2019 | 2020 | 2022 |